# Żecza (stacja kolejowa)
Żecza (ros. Жеча) – węzłowa stacja kolejowa w miejscowości Żecza, w rejonie starodubowskim, w obwodzie briańskim, w Rosji. 
Węzeł linii Uniecza - Sieleckaja oraz linii do Staroduba.